# Gerhard Wagner
Gerhard Wagner (ur. 18 sierpnia 1888 w Nowych Hajdukach, zm. 25 marca 1939 w Monachium) – Naczelny Lekarz III Rzeszy (Reichsärzteführer) w randze ministra Zdrowia Rzeszy (Reichsgesundheitsführer). Odpowiedzialny za zbrodnie nazistowskie i współtwórca rasistowskich Ustaw Norymberskich, dających podwaliny pod przyszły Holokaust.

## Życiorys
Gerhard Wagner urodził się w Nowych Hajdukach pod Królewską Hutą na Górnym Śląsku. Był synem profesora neurochirurgii Wilhelma Wagnera i po śmierci ojca przeniósł się do Monachium, gdzie studiował medycynę i służył podczas I wojny światowej jako lekarz. Między innymi został odznaczony Krzyżem Żelaznym. Od 1919 Wagner prowadził w Monachium własną praktykę lekarską, równocześnie między 1921 i 1923 był członkiem korpusów ochotniczych Freikorps Eppa i Oberland. W tym ostatnim służyli również przyszli nazistowscy zbrodniarze Heinrich Himmler i Jürgen (Josef) Stroop. Korpus wsławił się w walkach z powstańcami śląskimi. Wagner z powodu swojego śląskiego pochodzenia do 1924 był szefem Niemieckiego Związku Górnoślązaków.
17 maja 1929 wstąpił do NSDAP. Był współzałożycielem i od 1932 szefem Narodowosocjalistycznego Niemieckiego Lekarskiego Związku. Od listopada 1933 był parlamentarzystą w Reichstagu. Rok później został awansowany na Reichsärzteführera (naczelnego lekarza III Rzeszy w randze ministra zdrowia). Poza tym był on również „Pełnomocnikiem Führera ds. zdrowia publicznego”, od 1933 szefem Urzędu Głównego ds. zdrowia publicznego, a w 1936 został „głównym Szefem” tego urzędu. W grudniu 1935 minister Wagner kierował komórką Zdrowia Rzeszy. Polityczny skok kariery zrobił w 1937, awansowany został wówczas na Obergruppenführera w SA. Był równocześnie pełnomocnikiem ds. szkolnictwa wyższego w sztabie Rudolf Heßa. Wagner umarł w wieku 50 lat na nowotwór. Jego następcą na stanowisku Naczelnego Lekarza III Rzeszy został Leonardo Conti.
Gerhard Wagner był współodpowiedzialny za eutanazję i sterylizacji Żydów i osób niepełnosprawnych. Na norymberskich zjazdach partii NSDAP uchodził za stanowczego orędownika ustaw norymberskich, w tym ustawodawstwa rasowego i polityki rasowej III Rzeszy.